# Phyllachora schoenicola
Phyllachora schoenicola är en svampart som beskrevs av Syd. & P. Syd. 1913. Phyllachora schoenicola ingår i släktet Phyllachora och familjen Phyllachoraceae.   Inga underarter finns listade i Catalogue of Life.